# Saif al-Rahbi
Saif al-Rahbi, född 1956 i byn Surur i Oman, är en omansk poet och prosaförfattare.
Som ung pojke skickades han i skola i Kairo, där han utvecklade en passion för litteratur. Förutom i Kairo har han levat och verkat i Damaskus, Algeriet och Paris, samt i flera andra städer både i arabvärlden och Europa.
al-Rahbi har gett ut ett antal diktsamlingar, prosavolymer och essäer. Hans tredje diktsamling, Ajras al-Qatia’a ("Extasens klockor") från 1985 var hans genombrott. Han är grundare till Nizwa, Omans största kulturmagasin, och är dess chefredaktör. Han har även skrivit för tidskriften Banipal.
I svensk tolkning föreligger diktsamlingen Soldaten som såg fågeln i drömmen (Alhambra förlag, 2014. ISBN 9789187771385).